# (1477) Bonsdorffia
(1477) Bonsdorffia est un astéroïde de la ceinture principale.

## Description
(1477) Bonsdorffia est un astéroïde de la ceinture principale. Il fut découvert le 6 février 1938 à Turku par Yrjö Väisälä. Il présente une orbite caractérisée par un demi-grand axe de 3,20 UA, une excentricité de 0,28 et une inclinaison de 15,7° par rapport à l'écliptique.

## Compléments